# 刘华杰
刘华杰（1966年—），北京大学哲学系教授，主要研究领域有科学哲学、科学传播学、科学思想史。思想活跃，富创新性。曾提出学妖（academic demon）、数字毒品(digital drug)、双非原则等概念，发明“科学主义是我们的缺省配置”的表述。关于science studies提出"科学元勘"的译法。根据科学知识社会学（SSK）和非线性动力学，提出大科学时代科学与社会在演化中形成了一种分形结构的猜测。研究过统计物理学的奠基问题、非线性动力学浑沌（chaos）的历史与哲学、分形艺术，提出科学传播的三种模型，提出博物学编史纲领，倡导恢复博物学(Natural History)教育。从2008年起带领研究生一起研究博物学的历史与认识论。1995年曾以"记者"的身份在《南方周末》头版率先报导朱令铊中毒事件，向有关部门正面展示了正在兴起的Internet的重要性，当时上网还没有Netscape和IE可用。

## 著作
刘华杰的著作在早期主要侧重于非线性科学（主要为分形与混沌理论）的哲学、历史与艺术，其后逐渐转变主题至科学社会学、科学传播学与博物学史。
- 《浑沌之旅》（ISBN 9787532823307，山东教育出版社，1996年）
- 《分形艺术》（ISBN 9787535722348，湖南科技出版社）
- 《以科学的名义》（ISBN 9787533429874，福建教育出版社）
- 《一点二阶立场：扫描科学》（ISBN 9787542826695，上海科技教育出版社，2001年）
- 《中国类科学》（ISBN 9787313035974，上海交通大学出版社，2004年）
- 《看得见的风景：博物学生存》（ISBN 9787030197962，科学出版社，2007年）
- 《天涯芳草》（ISBN 9787301180907，北京大学出版社，2011年）
- 《博物人生》（ISBN 9787301197882，北京大学出版社，2012年）
- 《檀岛花事》（中国科学技术出版社，2014年）